# بى شواي
بى شواي (بالصينية: 裴帅) (14 يناير 1993 بشنيانغ في الصين - ) هو لاعب كرة قدم صيني في مركز الدفاع. شارك مع منتخب الصين تحت 17 سنة لكرة القدم ومنتخب الصين تحت 20 سنة لكرة القدم. أما مع النوادي، فقد لعب مع نادي تشانغتشون ياتاي.

## وصلات خارجية
- بى شواي على موقع قاعدة بيانات كرة القدم.إي يو (الإنجليزية)
- بى شواي على موقع ناشيونال فوتبول تيمز (الإنجليزية)
- بى شواي على موقع Soccerway.com (الإنجليزية)